# Dobreć
 Dobreć  (olaszul: Dòbreci) falu Horvátországban, a Tengermellék-Hegyvidék megyében. Közigazgatásilag Abbáziához tartozik.

## Fekvése
Fiume központjától 15 km-re nyugatra, községközpontjától 5 km-re délnyugatra a Tengermelléken, az Isztria-félsziget északkeleti részén az Učka-hegység lejtőin a tengerparttól 1500 méterre fekszik.

## Története
A római uralom előtt területe a libur nép hazája volt, majd a rómaiak után a keleti gótok és a bizánciak uralma következett. A szlávok a 7. században érkeztek ide, azután a frankok uralma következett. A 12. században  területe az aquileai pátriárka fennhatósága alá került. A 14. században került a Habsburgok kezére, akik egészen 1918-ig uralmuk alatt tartották. A 19. század vége felé modern villák és nyaralók épültek. A településnek 1880-ban 311, 1910-ben 364 lakosa volt.  Az I. világháború után az Olasz Királyság szerezte meg ezt a területet, majd az olaszok háborúból kilépése után 1943-ban német megszállás alá került. 1945 után a területet Jugoszláviához csatolták, majd ennek széthullása után a független Horvátország része lett. A településnek 2011-ben 380 lakosa volt, aki főként a turizmusból éltek.

## Lakosság
| Lakosság változása | Lakosság változása | Lakosság változása | Lakosság változása | Lakosság változása | Lakosság változása | Lakosság változása | Lakosság változása | Lakosság változása | Lakosság változása | Lakosság változása | Lakosság változása | Lakosság változása | Lakosság változása | Lakosság változása | Lakosság változása |
| ------------------ | ------------------ | ------------------ | ------------------ | ------------------ | ------------------ | ------------------ | ------------------ | ------------------ | ------------------ | ------------------ | ------------------ | ------------------ | ------------------ | ------------------ | ------------------ |
| 1857               | 1869               | 1880               | 1890               | 1900               | 1910               | 1921               | 1931               | 1948               | 1953               | 1961               | 1971               | 1981               | 1991               | 2001               | 2011               |
| 0                  | 0                  | 311                | 339                | 332                | 364                | 0                  | 0                  | 247                | 305                | 293                | 300                | 248                | 321                | 398                | 380                |

## Nevezetességei
Nagyszerű kilátás nyílik innen a Kvarner-öbölre és környékére.